# Frederik Schram
Frederik Schram (* 19. Januar 1995 in Dragør, Dänemark) ist ein isländisch-dänischer Fußballspieler. Er wurde mehrfach in der isländischen A-Nationalmannschaft eingesetzt.

## Karriere

### Verein
Der Sohn einer isländischen Mutter und eines dänischen Vaters wuchs in seinem Geburtsland Dänemark auf. Schram spielte zunächst bei Dragør BK und bei B.93 Kopenhagen und wechselte im September 2014 von Odense BK zum FC Vestsjælland. Schram stand dort eineinhalb Jahre unter Vertrag und stieg mit dem Verein aus der Superliga ab, ohne ein Spiel absolviert zu haben. Auch in der Hinrunde der Folgesaison in der zweiten Liga wurde er nicht eingesetzt. Nach der Auflösung des Vereins im Dezember 2015 war er vereinslos und absolvierte probeweise Trainingseinheiten bei Hull City, bei SønderjyskE Fodbold und beim niederländischen Erstligisten FC Groningen. Im April 2016 schloss er sich dem FC Roskilde an. Am 17. April 2016 absolvierte Schram beim 1:2 am 26. Spieltag der 1. Division im Auswärtsspiel gegen AC Horsens sein Debüt im Herrenbereich. Er kam in der Saison zu insgesamt sechs Einsätzen und belegte der Mannschaft am Saisonende den neunten Tabellenplatz. In der neuen Saison spielte Schram in 29 Partien und verpasste mit dem vierten Tabellenplatz den Aufstieg in die Superliga. In seiner letzten Saison in Roskilde, der Saison 2018/19, gelang dem Verein mit vier Punkten Vorsprung auf einem Abstiegsplatz als Tabellenneunter der Klassenerhalt. Dabei kam Frederik Schram zu 21 Einsätzen.
Im Juli 2019 wechselte er zum Erstligisten SønderjyskE, wurde allerdings im August 2019 an Lyngby BK verliehen. Zum Jahresende 2019 wurde nach einem halben Jahr sein Vertrag bei SønderjyskE aufgelöst. Im Januar 2020 wurde der Leihvertrag von Frederik Schram bei Lyngby BK durch einen Festvertrag ersetzt. Dort kam er in den folgenden drei Jahren jedoch nur zu sporadischen Einsätzen bei den Profis sowie der Reservemannschaft. Zur Saison 2022 wechselte er dann nach Island zu Valur Reykjavík und gewann dort 2023 mit dem Ligapokal den ersten Titel seiner Karriere. Anfang 2025 wechselte er zurück zum dänischen Zweitligisten FC Roskilde, bevor er sich im April wieder Valur anschloss.

### Nationalmannschaft
Schram absolvierte Partien für die isländische U-17-Nationalmannschaft, für die U-19- und für die U-21-Auswahl. Am 9. Februar 2017 kam er bei der 0:1-Niederlage im Testspiel in Whitney, Nevada, Vereinigte Staaten gegen Mexiko zum ersten Mal für die isländische A-Nationalmannschaft zum Einsatz. Am 11. Mai 2018 wurde Schram von Trainer Heimir Hallgrímsson für den Kader der isländischen Nationalelf für die Weltmeisterschaft 2018 in Russland nominiert. Zu einem Einsatz kam er dort jedoch nicht.

## Erfolge
- Isländischer Ligapokalsieger: 2023